# Tomador (náutica)
En náutica, el tomador (aferravelas, ant. piníceo, pinillo) es la baderna o más bien, tejido particular y alquitranado, de 2 o 3 varas (1.67 o 2.51 m) de largo y de 1 a 2 pulgadas (2.3 a 4.6 cm) de ancho, que de trecho en trecho se hace firme en las vergas para sujetar o trincar a ellas las respectivas velas, después de bien enrolladas estas cuando se aferran.
También se usan en algunos buques tomadores de lona, que son unas tiras de este género, hechas orines a las vergas para el mismo objeto que los de trenza.

## Etimología
El del medio se llama también cruz y este en la vela mayor es de tres pernadas. Hay además otro que se llama de culebra y consiste en una baderna larga con que se aferra una vela, o se sujeta aún más después de aferrada, culebreándola por ella. En los barcos latinos se denomina batafiol, matafiol y matafion, aunque es de otra forma. En lo antiguo llamaban piníceo, según Garc., pinillo, según el Voc. Nav. y princeo, según Gamb., al que se afirmaba en el penol, y servía para aferrar la parte de vela que mediaba hasta el tercio de la verga, donde estaba el otro que denominaban zarro o zarzo.
1. Garc.: Diego García de Palacios (Vocabulario de los nombres que usa la gente de mar, impreso en Méjico en 1587)
2. Voc. Nav.: Vocabulario Navaresco del siglo XVI
3. Gamb.: Sebastian Fernández de Gamboa (Vocabulario manuscrito, al parecer, de mediados del siglo XVII)

## Tipos de tomadores
- Tomador de la cruz: cada uno de los dos tomadores inmediatos a la cruz de la verga, que se dan en ayuda de la cruz.
- Tomador del tercio (zarro, zarzo): el que sujeto en el tercio de la verga sirve para aferrar la vela en esta parte.
- Tomador del penol (princeo): el que sirve para aferrar la parte de vela inmediata al penol.